# ルーマニア総主教座大聖堂

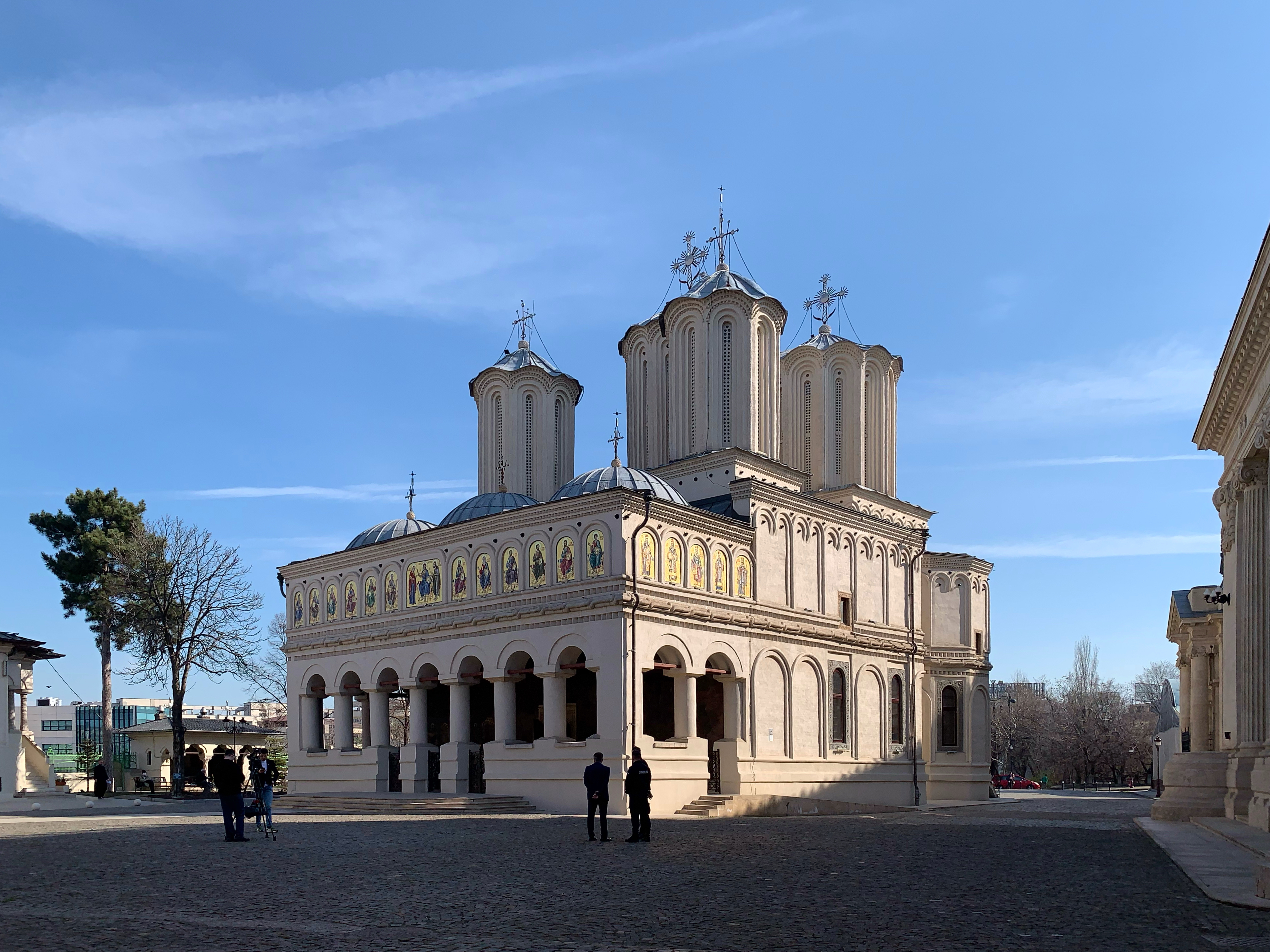
ルーマニア総主教座大聖堂（2023年）

ルーマニア総主教座大聖堂（ルーマニア語: Catedrala Patriarhală din Bucureşti）は、ルーマニアの首都ブクレシュティ（ブカレスト）の、ミトロポリエイ丘（Dealul Mitropoliei）にあるルーマニア正教会総主教庁宮殿の近くに位置する。

## ギャラリー

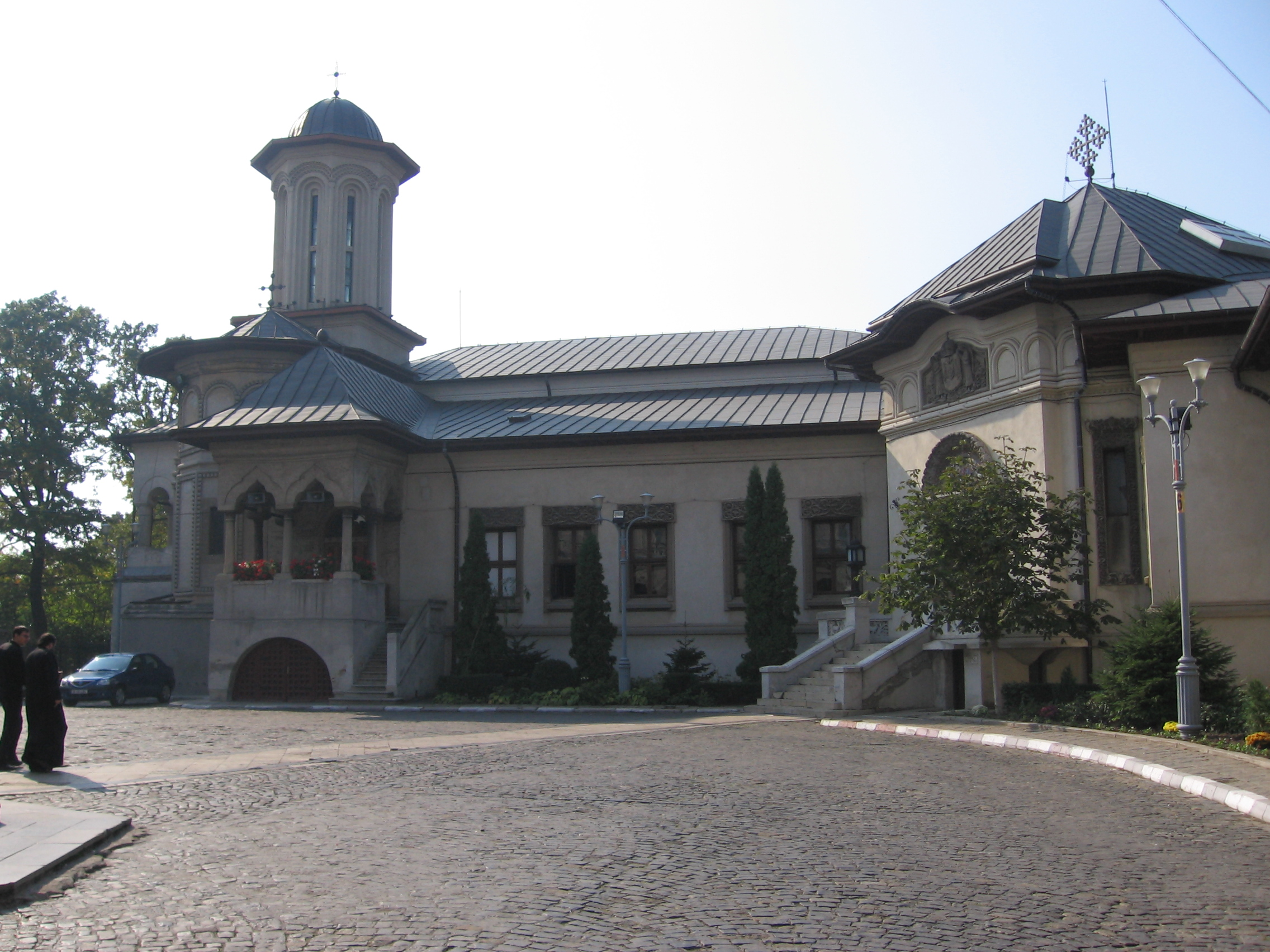
大聖堂正面の建物
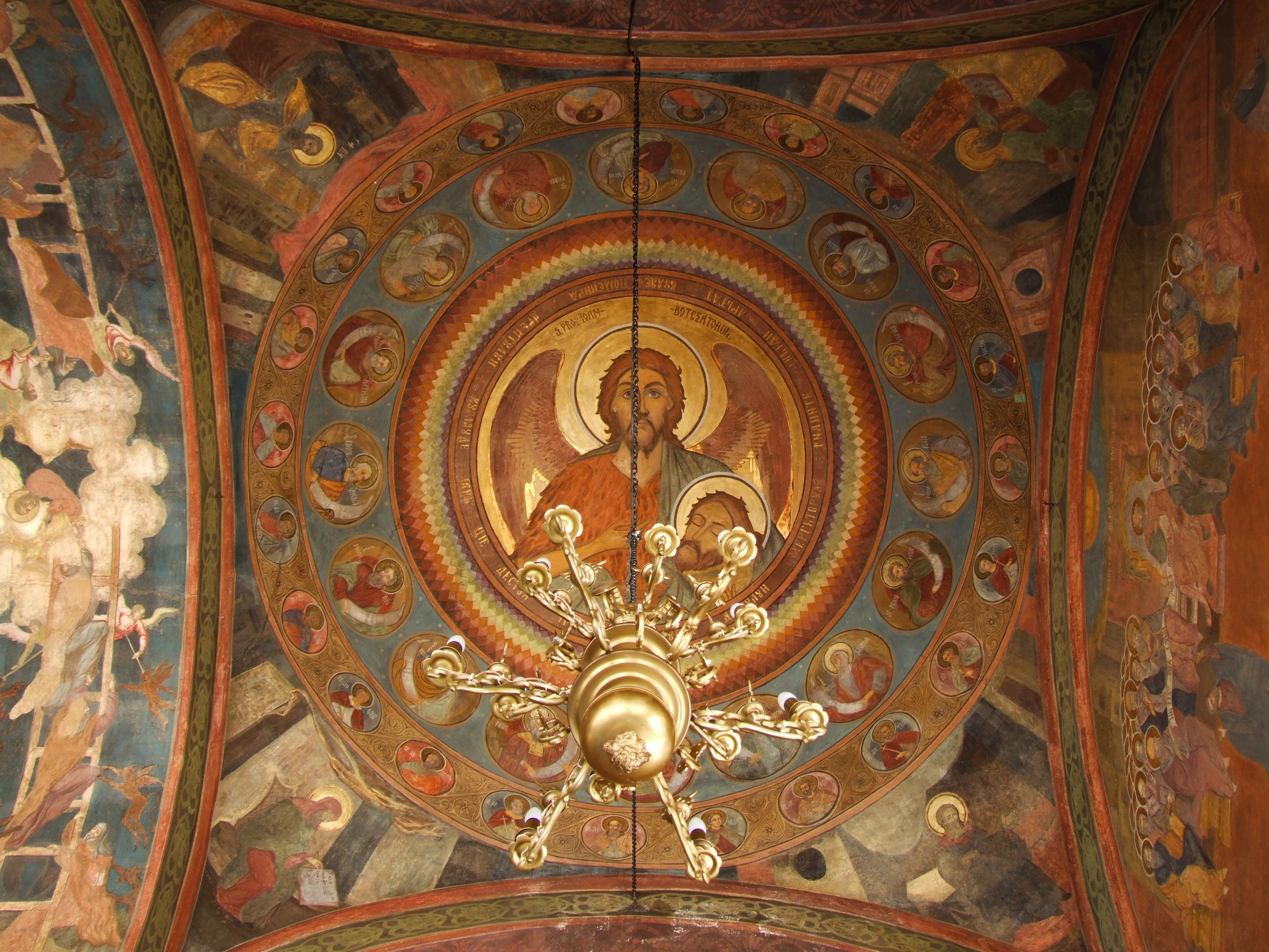
内部の天井に描かれたイコン

座標: 北緯44度25分28.54秒 東経26度5分52.16秒 / 北緯44.4245944度 東経26.0978222度